# 西清桥
西清桥位于广西桂林市区内桂湖老人山下，是两江四湖上最为引人注目的桥梁，桥长48.8米,宽4.5米。
桥型参考了英国伦敦泰晤士河上的一座木结构的数字桥。

## 历史
- 原西清桥建于一九八三年，桥长42.5米，宽4.3米。桥体西半部是一段河堤，桥东端是有着三个桥拱的桥，只能容得小竹排通过，平时只起通水作用。
- 2002年纳入两江四湖，进行重建。

## 印象
桥为双拱人行桥，桥下十分通畅远观轻盈灵巧，俏丽可爱，带来一种视觉冲击；近看简洁清晰，弯曲和装饰有秩。
桥身的装修采用红松木，色彩醒目，体量轻巧，结构奇特，线条流畅，周围的景致更突出了桥的特别。